# Platylabus pullus
Platylabus pullus är en stekelart som beskrevs av Wesmael 1853. Platylabus pullus ingår i släktet Platylabus och familjen brokparasitsteklar. Arten är reproducerande i Sverige. Inga underarter finns listade i Catalogue of Life.